# 리팍시민
리팍시민은 주로 여행자 설사 치료에 사용되는 리파마이신 계열의 비흡수성 광범위 항생제이다. 1987년 이탈리아에서 승인된 이후 과민성 대장 증후군, 간성 뇌증과 같은 위장병 치료에 대해 30여 개 국가에서 허가를 받았다. 감수성이 있는 박테리아의 RNA 중합효소에 결합하여 RNA 합성을 억제함으로써 작용한다. 리팍시민이 효소에 결합하면 효소의 이동을 차단하여 전사를 중지시킨다.

## 사용

### 여행자 설사
리팍시민은 성인, 12세 이상의 어린이에서 대장균으로 인한 여행자 설사(물갈이)를 치료하는 데 사용된다. 설사를 일으키는 세균의 성장을 막아 여행자 설사의 치료에 도움을 준다. 그러나 리팍시민은 발열이나 혈변을 동반하는 여행자 설사를 치료하는 데에 효과가 없다.

### 과민성 대장 증후군
리팍시민은 과민성 대장 증후군의 치료에 사용된다. 리팍시민은 소염, 항균 활성을 가지고 있으며 소화관에서 국소적으로 작용하는 비흡수성 항생제이다. 따라서 비변비형 과민성 대장 증후군의 만성 증상을 완화하는 데 효과적이다. 반복된 작용 후에도 치료 활성을 유지한다고 밝혀져 있다. 특히 소장 세균의 과증식이 사람의 과민성 대장 증후군와 관련된 것으로 의심되는 경우에 잘 작용한다. 복통, 헛배부름, 배부품, 대변 점도를 포함한 전반적인 과민성 대장 증후군 증상을 완화 또는 개선시킬 수 있다. 단점은 증상의 재발 방지를 위해 반복된 작용, 곧 반복 투여가 필요할 수 있다.

### 간성 뇌증
리팍시민은 간 질환이 있는 성인의 간성 뇌증을 예방하는 데 사용된다. 독소를 생성하고 간 질환을 악화시킬 수 있는 세균의 성장을 막아 간성 뇌증을 치료한다. 간성 뇌증에 사용 가능한 다른 치료법만큼이나 효과적인 것으로 보이며 더 빨리 작용할 수 있다.  재발성 뇌증을 예방하는 데에 효율적이며, 치료에서 환자의 높은 만족도가 기대된다. 환자는 최소한의 부작용, 장기 완화 및 비용 측면에서 이 약에 대해 만족한다. 단점은 비용이 비교적 많이 들며 락툴로오스 조합 요법을 사용하지 않고 간성 뇌증을 치료하는 것에 대한 임상 시험 근거는 부족하다.

### 기타
다른 용도로는 감염성 설사, 소장 세균 과증식, 염증성 장 질환, 게실 질환의 치료가 있다. 과민성 대장 증후군와의 관련 여부에 관계없이 소장 세균 과증식을 치료하는 데 효과적이다. 소장 세균 과증식과 함께 발생하며 안구건조증을 나타내는 주사비에서 그 효능을 보여주었다.

## 작용 기전
리팍시민은 세균 RNA 중합효소의 베타 소단위체에 결합하여 세균의 전사 과정을 방해한다. 이로 인해 첫 번째 인산다이에스터 결합이 형성된 이후 일어나야 하는 전사의 이동 과정이 차단된다. 이는 순차적으로 가스를 만들어 점막의 염증 감소, 상피의 기능 이상, 내장의 과민성 (내장통) 등을 일으킬 수 있는 세균의 수를 줄여준다. 리팍시민의 그람 양성균과 음성균, 혐기성 세균 모두에 대해 널리 작용하여 광범위 항균 활성을 가진다. 담즙산에 잘 녹으므로 항균 작용은 대부분 작은창자, 일부 큰창자에서만 발생한다. 한편 세균의 구성을 바꾼다는 점 역시 과민성 장 증후군의 증상을 완화시키는 기전이라고 생각되기도 한다. 또한 리팍시민은 프레그난 X 수용체를 조절하는 방식으로 장 점막에서 직접적인 항염증 효과를 가진다. 그 외 리팍시민의 치료 효과를 일으키는 다른 기전으로는 장 상피에서 세균 이동의 저해, 세균의 상피세포에서의 부착 억제, 전염증성 사이토카인의 발현 감소 등이 있다.